# San Martín de Huala
San Martín de Huala es un caserío peruano ubicado en el distrito de Frías, perteneciente a la provincia de Ayabaca del departamento de Piura, al norte del Perú.

## Ubicación
San Martín de Huala se ubica al suroeste de la provincia de Ayabaca, en el distrito de Frías, en el departamento de Piura.

## Demografía
En 2017 San Martín de Huala tenía una población de 131 habitantes.
| Gráfica de evolución demográfica de San Martín de Huala entre 1993 y 2017 |
|                                                                           |
| Fuentes: Población 1993 y 2017                                            |